# فهرست بادهای استان هرمزگان
فهرستی از بادهای استان هرمزگان ایران:
مهم‌ترین بادهایی که در این استان می‌وزند عبارت‌اند از: 
- باد سهیلی
- باد شمالی
- باد نشی (نعشی)
- باد غربی
- باد شرجی یا (باد شرقی)
- باد قوس (کوش)
- باد لوار (تش باد) یا (آتش باد)
- باد بحری یا (باد شمال غربی)